# Léglantiers
Léglantiers település Franciaországban, Oise megyében. Lakosainak száma 553 fő (2022. január 1.). Léglantiers Angivillers, Montiers, Pronleroy, Ravenel és Saint-Martin-aux-Bois községekkel határos.

## Népesség
A település népességének változása:
| Lakosok száma | 565  | 556  | 551  | 551  | 551  | 551  | 553  | 553  |
|               | 2013 | 2015 | 2017 | 2018 | 2019 | 2020 | 2021 | 2022 |